# Кротов, Роман Тимофеевич
Роман Тимофеевич Кротов (01.01.1923 — 22.06.1999, Брестская область) — разведчик 117-й отдельной гвардейской разведывательной роты 121-й гвардейской стрелковой дивизии 13-й армии 1-го Украинского фронта; разведчик разведывательного взвода 41-го гвардейского кавалерийского полка 11-й гвардейской кавалерийской дивизии 5-го гвардейского кавалерийского корпуса 3-го Украинского фронта, гвардии красноармеец.

## Биография
Родился 1 января 1923 года в деревне Ректа Славгородского района Могилёвской области. в крестьянской семье. Белорус. Окончил 7 классов. Работал на метеостанции.
В первые года Великой Отечественной войны, оказавшись на временно оккупированной территории Белорусской ССР, воевал в составе 256-го партизанского отряда.
В Красной Армии с октября 1943 года. На фронте в Великую Отечественную войну с октября 1943 года. Бывший партизан воевал на 1-м Украинском, 1-м Белорусском, 3-м Украинском фронтах, отличившись в боях за освобождение Украины, Польши, Венгрии.
Разведчик 117-й отдельной гвардейской разведывательной роты гвардии красноармеец Роман Кротов 3 мая 1944 при захвате высоты западнее деревни Суховоля Бродовского района Львовской области Украинской ССР, увлекая остальных бойцов, первым ринулся на врага и в ходе боя в траншее неприятеля уничтожил около десяти противников. Разведчик был ранен, но не покинул захваченные позиции до подхода стрелкового подразделения.
Приказом по 121-й гвардейской стрелковой дивизии от 6 мая 1944 года за мужество и отвагу проявленные в боях гвардии красноармеец Кротов Роман Тимофеевич награждён орденом Славы 3-й степени.
15 июля 1944 года при освобождении населённого пункта Стоянов Львовской области Украинской ССР разведчик 117-й отдельной гвардейской разведывательной роты гвардии красноармеец Роман Кротов, находясь впереди боевых порядков пехоты, уничтожил из автомата двух вражеских солдат, а одного взял в плен. Был вторично ранен, но оставался в строю до выполнения поставленной задачи.
Приказом по 13-й армии от 28 августа 1944 года за мужество и отвагу проявленные в боях гвардии красноармеец Кротов Роман Тимофеевич награждён орденом Славы 2-й степени.
После второго ранения, выйдя из госпиталя, гвардеец разведчик Р. Т. Кротов был направлен для дальнейшего прохождения службы в кавалерию, где также проявил себя умелым воином.
Разведчик разведывательного взвода 41-го гвардейского кавалерийского полка гвардии красноармеец Роман Кротов 14 марта 1945 года под венгерским городом Надьковачи обнаружил крупное скопление танков и пехоты неприятеля, изготовившихся к контратаке, и своевременно сообщил об этом командованию. Так, благодаря умелым действиям разведчиков, включая Романа Кротова, намерения противников были сорваны с большими для него потерями в живой силе и боевой технике.
Приказом по 11-й гвардейской кавалерийской дивизии от 26 марта 1945 года за мужество и отвагу проявленные в боях гвардии красноармеец Кротов Роман Тимофеевич повторно награждён орденом Славы 3-й степени.
В 1945 года Р. Т. Кротов демобилизован. Жил в городе Пружаны Брестской области Белорусской ССР. В 1956 году окончил Минский финансовый техникум. Работал заведующим районным финансовым отделом Исполнительного комитета Пружанского районного Совета депутатов трудящихся. Член КПСС в 1957—1991 годах.
Указом Президиума Верховного Совета СССР от 10 ноября 1970 года за образцовое выполнение заданий командования в боях с немецко-вражескими захватчиками гвардии старшина запаса Кротов Роман Тимофеевич перенаграждён орденом Славы 1-й степени, став полным кавалером ордена Славы.
Кавалер ордена Славы трёх степеней Р. Т. Кротов участвовал в юбилейном Параде Победы 1985 года в городе-герое Москве. Скончался 22 июня 1999 года. Похоронен в Пружанах Брестской области.

## Награды
Награждён орденами Отечественной войны I степени, Славы I, II, III степеней, медалями.
15 апреля 1999 года Указом Президента Республики Беларусь был награждён Орденом «За службу Родине» III степени.